# Typhlosaurus caecus
Espèce
Synonymes
- Acontias caecus Cuvier, 1817
- Typhline cuvierii Duméril & Bibron, 1839

Statut de conservation UICN

 LC  : Préoccupation mineure
Typhlosaurus caecus est une espèce de sauriens de la famille des Scincidae.

## Répartition

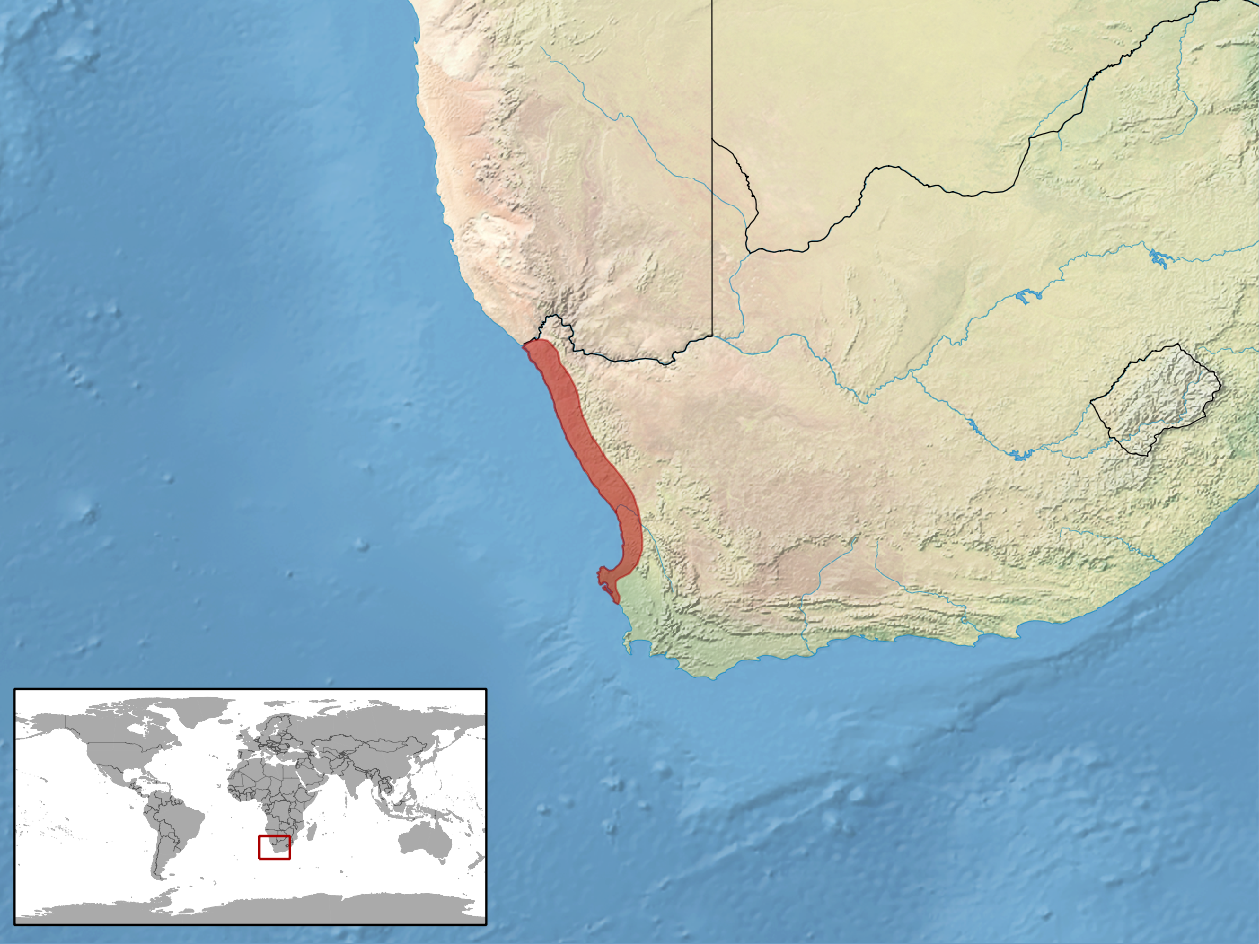
Répartition de l'espèce.

Cette espèce est endémique des régions côtières de l'Ouest de l'Afrique du Sud.

## Description
C'est un saurien vivipare.

## Publication originale
- Cuvier, 1817 : Le règne animal distribué d’après son organisation, pour servir de base à l’histoire naturelle des animaux et d’introduction a l’anatomie comparée. Vol. 2. Les reptiles, les poissons, les mollusques et les annélides, Déterville, Paris.